# Adzyubzha
Adzyubzha (tiếng Gruzia: აძიუბჟა; tiếng Abkhaz: Аӡҩыбжьа; tiếng Nga: Адзю́бжа) là một khu định cư nông thôn thuộc huyện Ochamchira của Abkhazia, nước cộng hòa ly khai từ Gruzia.
Khu định cư nằm ở cửa Sông Kodori, nơi đây được biết đến là trung tâm quan trọng nhất của người Abkhazia gốc Phi, sống tập trung tại Adzyubzha và các vùng lân cận.

## Nhân khẩu
Adzyubzha có dân số 3597 người năm 1989 nhưng dân số đã bị suy giảm đáng kể sau Chiến tranh năm 1993. Cư dân người Gruzia (chủ yếu là người Mingrelia và Lechkhumi) chuyển đến sông ở Gruzia, trong khi những người không phải người Gruzia di cư đến các vùng khác của Abkhazia cũng như Nga. Tại thời điểm điều tra dân số Abkhazia năm 2011, Adzyubzha có dân số 1.072 người. Trong số này, 84,0% là người Abkhaz, 6,0% người Nga, 5,8% người Gruzia, 1,0% người Armenia, 0,7% người Hy Lạp và 0,1% người Ukraina.